# Leif Friberg
Leif Friberg, född 6 juni 1956 i Fridlevstad, är en svensk för detta fotbollsspelare som under åren 1977-1987 gjorde 132 allsvenska matcher och totalt 405 matcher för Kalmar FF.
Leif är pappa till f.d fotbollsspelaren Johan Friberg som spelade för Bjärreds IF och Lunds BK

## Spelstil
Leifs styrkor i spelet var snabba utrusningar och närskott. 

## Meriter

### I klubblag
Kalmar FF
- 2:a plats i Fotbollsallsvenskan 1985 (Dock ingen medalj då SM-slutspel vidtog där KFF förlorade mot blivande mästarna Örgryte IS i semifinal)
- Svenska Cupen (1): 1980/1981

Vinnare Svenska Cupen 1987,vinst mot GAIS med 2-0 i finalen